# 중남부주 (적도 기니)

센트로수르주

센트로수르주(스페인어: Centro Sur)는 적도 기니의 주로, 주도는 에비나용이다. 면적은 9,931 km2이고, 인구는 141,903 명(2015년 기준)이다. 남서쪽과 남동쪽으로는 가봉, 북쪽으로는 카메룬과 국경을 맞대고 있으며 북동쪽으로는 키에은템 주, 남동쪽으로는 웰레은사스 주, 서쪽으로는 리토랄 주와 인접해 있다.